# Elya Lopian
Eliyahu Lopian (Elya ou Elyah Lopian ; 1876, Grajewo, Pologne - 21 septembre 1970, Israël) est un rabbin anglo-israélien, d'origine polonaise, un des représentants les plus importants du Mouvement du Moussar au XXe siècle.

## Éléments biographiques
Eliyahu Lopian est né en 1876 à Grajewo en Pologne.
Il étudie à la yechiva de Łomża, en Pologne et au Talmud Torah de Kelmė (Kelm) en Lituanie dirigé par le rabbin Simcha Zissel Ziv, connu comme le Alter de Kelm.

## Œuvres
- Lev Eliyahu. Leçons de Moussar publiées par ses élèves.